# Apotrechus insolita
Apotrechus insolita är en insektsart som först beskrevs av Walker, F. 1869.  Apotrechus insolita ingår i släktet Apotrechus och familjen Gryllacrididae. Inga underarter finns listade i Catalogue of Life.